# Diplocanthopoda
Diplocanthopoda Abraham, 1925 è un genere di ragni appartenente alla famiglia Salticidae.

## Distribuzione
Le due specie oggi note di questo genere sono diffuse in Malaysia e Nuova Guinea.

## Tassonomia
A dicembre 2010, si compone di due specie:
- Diplocanthopoda hatamensis (Thorell, 1881) — Malaysia, Nuova Guinea
- Diplocanthopoda marina Abraham, 1925[2] — Malaysia